# نبات أروكاريويدس
نباتات أروكاريودس Araucarioides هو جنس منقرض من الصنوبريات ينتمي إلى عائلة أروكارية . يُعرف نوع أروكاريودس الخطي Araucarioides linearis من العصر الأيوسيني المبكر لتسمانيا ، مع الحفريات التي تشمل الأوراق المعزولة (التي تميز الجنس) ، ومستحاثات لأجزاء من المخروط الصنوبري ، وكذلك البذور المحتملة ، المرتبطة بحبوب اللقاح Dilwynites tuberculatus . نوع آخر معروف فقط من الأوراق ، أروكاريودس فالكاتا معروف أيضا من أواخر العصر الطباشيري ( الكامبانيان ) في نيوزيلندا. يشير التحليل الوراثي إلى أن للأروكارودات الخطية ترتبط ارتباطًا وثيقًا بكل من أغاتس و ووليميا بدلاً من أروكاريا .